# Ubiratan Castro
Ubiratan Castro de Araújo (Salvador, 22 de dezembro de 1948 — Salvador, 3 de janeiro de 2013) foi um historiador, professor e escritor brasileiro, imortal da cadeira número 33 da Academia de Letras da Bahia.   

## Biografia
Nascido em Salvador no 22 de dezembro de 1948, licenciou-se em História pela Universidade Católica de Salvador sendo também bacharel em Direito pela Universidade Federal da Bahia. Concluiu o mestrado em História pela Université Paris X-Nanterre e doutorado em História pela Université Paris IV-Sorbonne.     
Casado com Maria da Glória Machado, ele deixa dois filhos, Felipe e Bárbara, e dois netos.    
Foi professor do da Universidade Federal da Bahia (UFBA), no Departamento de História da Faculdade de Filosofia e Ciências Humanas da Universidade Federal da Bahia e foi um dos fundadores do Centro de Estudos Afro Orientais (Ceao).     
Foi diretor da Fundação Pedro Calmon, ligada à Secretaria de Cultura do Estado da Bahia.     
Foi presidente do Conselho para o Desenvolvimento das Comunidades Negras de Salvador e trabalhou até 2006 com o ministro da Cultura, Gilberto Gil, quando dirigiu a Fundação Cultural Palmares, subordinada àquele ministério.    
Foi um militante intelectual no combate à discriminação racial no Brasil e no mundo e participou ativamente dos Seminários Preparatórios e da própria Conferência Mundial contra o Racismo, Discriminação Racial, Xenofobia e Intolerância Correlata.   
Imortal da Academia de Letras da Bahia, cadeira 33. Dentre suas obras no campo da literatura e da história estão as seguintes:      
- A política dos homens de cor no tempo da independência
- Responsabilidade Pública e Direito à Igualdade do Cidadão Negro no Brasil
- A baía de Todos os Santos: um sistema geohistórico resistente
- Salvador era assim - Memórias da cidade (1999)
- Guerra da Bahia (2001)
- Sete Histórias de Negro (2006)
- Histórias de negro (2009), ampliada com mais cinco narrativas. <[1] [2] [3] [5] [4]

Faleceu em Salvador no dia 3 de janeiro de 2013.    
Em sua homenagem, o Sindicato dos Professores das Instituições Federais de Ensino Superior da Bahia (APUB) instituiu a comenda Ubiratan Castro, para condecorar personalidades em reconhecimento pela sua contribuição à cultura. 